# Kriegsspiel
Ne doit pas être confondu avec Kriegspiel.
Pour les articles homonymes, voir Jeux de guerre.

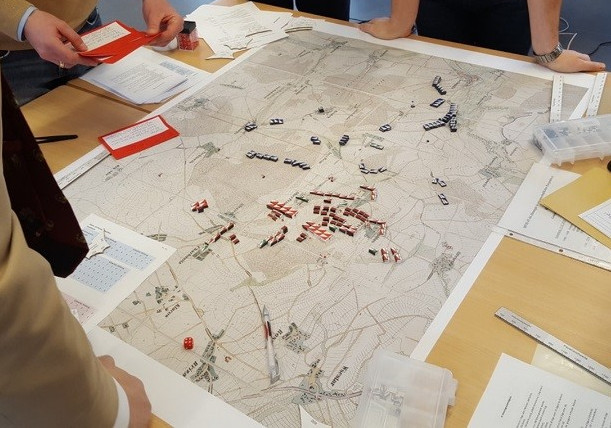

Le Kriegsspiel est une catégorie de jeux de guerre conçue par l'armée prussienne au 19ème siècle pour enseigner les tactiques de combat aux officiers. Ce fut le premier jeu de guerre professionel.

## Historique

### Les précurseurs: du jeu d'échecs au jeu de guerre
Les origines du Kriegsspiel peuvent remonter aux échecs, nés en Inde au VIe siècle apr. J.-C. avec le chaturanga, ou à la Chine ancienne où le go (en chinois weiqi) fut inventé. Le chaturanga fut transmis à la Perse sassanide, puis au monde arabe, y compris à l'Espagne musulmane, puis au reste de l'Europe (Catalogne, Suisse, etc.) aux Xe et XIe siècles.
Durant les années 1670, Gilles Jodelet de La Boissière invente pour l'éducation du fils aîné de Louis XIV, le Jeu de la guerre, un jeu de carte où « tout ce qui s'observe dans les marches et campements des armées, dans les batailles, combats, sièges et autres actions militaires, est exactement représenté avec les définitions et les explications de chaque chose en particulier », et qui met en scène des situations de guerre de siège.
En 1616, le duc August II de Brauenschweig-Wolfenbuettel publie Das Schach oder Koenig-Spiel (« le jeu d'échec ou le jeu du roi » sous le pseudonyme "Gustavus Selenus" et dans lequel il détaille comment le Kurierspiel (courier chess) était enseigné dans les écoles et joué dans le petit village de Strobeck. En 1644, Christoph Weikhmann d’Ulm, développe une variante très populaire qu'il nomme Neu-erfundenes grosses Koenig-Spiel (« Nouveau grand jeu militaire du roi ») dont le but n'est pas seulement d'être un passe-temps mais aussi d'être un moyen d'étudier les principes militaires et politiques,.
Au XVIIIe siècle, une forme apparentée du jeu de guerre, appelée Krieg-schachsspiel (« jeu d'échecs de guerre »), est inventée par le maréchal Keith. En 1772, Jacques de Guibert invente le premier jeu de guerre en utilisant des figurines sur un terrain à éléments mobiles. Mais le véritable Kriegsspiel nait au début du XIXe siècle grâce au baron von Reisswitz, un administrateur civil prussien. En 1811, au cours d'une conférence devant les cadets l’Académie militaire de Berlin, le capitaine von Reiche mentionne l'invention par un civil du jeu de guerre. Parmi l'assistance, les deux princes héritiers Frédéric et Guillaume sont intéressés et demandent à leur gouverneur, le colonel von Pirch II, d'inviter von Reisswitz au salon blanc du château de Berlin pour effectuer une démonstration. Reisswitz présente son jeu à Berlin devant les deux princes, le colonel von Pirch, le capitaine von Reiche et le lieutenant en second von Wussow. Les princes, fascinés par le jeu, demandent au gouverneur d'écrire à leur père pour lui en parler. Devant la demande du roi de Prusse, Reisswitz d'abord très honoré, doute que sa caisse à sable supporte le voyage jusqu'à Potsdam et estime qu'une commande royale demande quelque chose de spécial. Il informe le palais qu'il a décidé d'améliorer sa caisse à sable pour en faire quelque chose de plus présentable, qu'il présentera dès que possible.
Il apporte son jeu comme prévu un an plus tard au palais de Sanssouci. Chaque aspect du jeu était repensé par rapport au jeu d'échecs. Le terrain devait être modelé de façon réaliste. Pas de formes carrées ou triangulaires. Les collines devaient ressembler à de véritables collines, les rivières devaient tourner et se tordre comme des rivières, les forêts devaient pouvoir s'étendre de façon irrégulière. De la même façon, les pièces représentant les troupes devaient s'adapter au terrain et surtout prendre seulement l'espace qu'elles occupent dans la réalité. La forme définitive sera finalement des blocs rectangulaires en porcelaine.
Le jeu devient le passe-temps favori du roi les années suivantes et occupe ses longues soirées d'hiver en famille. Avec le temps, le jeu devient une coutume et oppose généralement le roi au prince de Mecklembourg, assistés du colonel von Gaudy et du colonel von Pirch comme officiers subalternes, et des princes Frédéric et Guillaume comme officiers adjoints. Le prince Guillaume est aussi responsable du déroulement du jeu : la mesure des distances, le calcul du temps et des distances, les attaques surprises et les enveloppements. Le jeu se termine naturellement par un bilan de la partie au cours duquel le roi donne une critique des dispositions des deux camps. À la fin de sa carrière, le roi prétendra que ces parties de Potsdam lui inspirèrent les manœuvres qui s'y dérouleront par la suite. L'intérêt du roi pour ce jeu est rapidement ébruité et le grand-duc Nicolas de Russie, le futur empereur, en devient un adepte fervent après plusieurs visites en 1816 et 1817. Au cours d'une visite à la cour de Moscou en octobre 1817, le prince Guillaume improvise une partie avec le grand-duc sur un certain nombre de bureaux verts farinés mis bout à bout.

### Reisswitz: l'invention duKriegsspiel
L'intérêt du prince Guillaume renait en 1824 lorsqu'il découvre que le fils de von Reisswitz, un jeune officier d'artillerie, continue de développer les idées de son père et forme un petit groupe de Kriegspiel parmi les officiers de la garnison de Berlin. L'échelle est modifiée et passe au 1/8000, ce qui correspond au niveau d'une brigade, permettant de plus grandes possibilités de manœuvre. De plus, la partie se déroule sur une carte, et non sur une caisse à sable. Se remémorant les mémorables parties du palais de Sanssouci quelques années auparavant, il demande au jeune Reisswitz de lui donner une démonstration de sa version. C'est donc au cours d'une soirée d'hiver de janvier ou février 1824 que Reisswitz, accompagné d'un groupe de joueurs réguliers, expose son nouveau jeu dans les quartiers princiers du château de Berlin. Le prince Guillaume, impressionné, s'empresse de le recommander au roi et à l'état-major.
Quelques jours plus tard, Reisswitz est sommé de présenter son œuvre à von Müffling, chef de l'État-Major prussien. Le jeune lieutenant est présenté un peu froidement par von Müffling devant l'État-Major au grand complet, puis installe la carte et demande à deux officiers de prendre le commandement des forces. Au fur et à mesure du déploiement du jeu, von Müffling est de plus en plus enthousiaste et finit par s'exclamer : « Ce n'est pas un jeu, c'est un exercice de guerre ! Je vais le recommander à toute l'armée ! » Le chef d'état-major tient parole et le numéro suivant du Militair Wochenblatt (no 402, 1824) contient une recommandation sur le jeu. De plus, le roi ordonne qu'une copie du jeu soit distribuée à chaque régiment de l'armée. Reisswitz construit un atelier pour produire des copies, qui se vendent pour 30 thalers chacqu'un. 30 thalers en 1824 avait un équivalent pouvoir d'achat d'environ €1,665 en 2024.
Dans la forme définitive du jeu, les positions des troupes sont indiquées sur la carte et les manœuvres sont effectuées selon certaines règles. La majeure partie des campagnes historiques peuvent être reproduites avec précision, mais on peut également imaginer des manœuvres hypothétiques à des fins d'étude ou d'instruction. Il faut d'abord se munir de trois cartes, dont l'échelle soit adaptée à l'ampleur des opérations que l'on veut représenter. Une grande quantité de détails sont nécessaires car la nature du terrain décide de la faisabilité des opérations militaires. Des blocs représentant les unités combattantes sont colorés, généralement de bleu et de rouge, pour distinguer les forces opposées. Quelques paires de compas et de règles de l'échelle de la carte complètent l'équipement nécessaire. Les règlements imprimés sont peu appréciés, car bien que des règles aient été rédigées de nombreuses fois en plusieurs langues, elles sont généralement abandonnées. La pratique montre que la décision d'un arbitre compétent, ainsi que le réalisme de la manœuvre, est de plus de valeur qu'un ensemble de règles inévitablement rigide.
Reisswitz devient chargé de fournir ces différentes copies et crée une petite fabrique de peintres et de menuisiers pour fabriquer les blocs de combattants. Les règles du jeu sont préparées pour la publication et un nouvel ensemble de cartes pour l'impression. Au même moment, le grand-duc Nicolas ordonne au colonel von Essen, attaché militaire russe à Berlin, de s'emparer d'une copie du jeu et de l'apporter à Saint-Pétersbourg. Von Essen estime que le meilleur plan est de prendre Reisswitz avec lui et demande l'autorisation au prince Guillaume d'emmener le jeune officier d'artillerie dans la capitale russe. Reisswitz est l'invité d'honneur du palais du grand-duc pendant tout l'été et retourne à Berlin à l'automne avec Nicolas. Il reçoit l'ordre protestant de Saint-Jean de la part du roi en reconnaissance de son invention. Malheureusement, Reisswitz est insatisfait de ses espoirs de carrière dans l'armée. Bien que promu capitaine, il ne reçoit pas le commandement de l'artillerie de la garde laissé vacant qu'il avait espéré, mais est transféré à la troisième brigade d'artillerie de Torgau. Il le prend comme un bannissement. Au cours d'une permission d'été à Breslau en Silésie, il se donne la mort en 1827.

### Le jeu de guerre devient un exercice d'école
Le jeu connait cependant une certaine vogue dans les cours d'Allemagne, et est rapidement introduit comme un moyen d'instruction dans l'armée prussienne, d'où il se répand dans les autres armées. En 1828, le jeune lieutenant Moltke fonde le premier club officiel de jeu de guerre, le Kriegsspieler Verein. Chef du Grand État-Major général en 1857, il réorganise l'armée prussienne et encourage l'utilisation du jeu comme moyen d'instruction. Une version de 1862 permettra notamment de préparer les campagnes de 1866 et 1870. Le jeu est importé au British Royal Military College en 1871, et à l'université d'Oxford, un club de Kriegsspiel utilise une collection de cartes officielles de la campagne prussienne de Sadowa. En 1875 et 1876 en Russie, les ordonnances n° 28 et 71 du département de la guerre instaurent la pratique du jeu de guerre dans l’instruction des officiers. L'idée est ensuite appliquée à la guerre navale par l'anglais Fred T. Jane en 1898 dans l'ouvrage The Naval War Game.
Plusieurs Kriegsspiele sont effectués côté allemand entre 1905 et 1914 en vue de la première phase de la Première Guerre mondiale. Sur le front de l'Est, les nombreuses parties de Kriegsspiel mettent en évidence la faiblesse principale de l'armée russe, coupée en deux par les marais du Pripet, qui se traduit par la victoire de Tannenberg. L'échec de l'offensive du printemps en 1918 n'est pas une surprise pour l'État-Major allemand, qui lors des Kriegsspiele menés pour sa préparation, avait anticipé le peu de chance d'obtenir une victoire décisive. En 1929, le commandant Erich von Manstein réalise le premier Kriegsspiel politico-militaire, accompagné d'un corps de diplomates, en vue d'une éventuelle invasion de l'Allemagne par la Pologne.
En matière de guerre navale, le Naval War College de l'United States Navy emploiera intensivement cette méthode pour former ses officiers, la majorité des scénarios étant tournés contre l'empire du Japon dans le cadre d'une guerre du Pacifique, ce qui permettra de peaufiner les tactiques à employer.

## Régles 1824
Ce résumé est basé sur le manuel écrit par Georg Heinrich Rudolf Johann von Reisswitz en 1824.
Le wargame de Reisswitz était un outil pédagogique destiné à enseigner les tactiques de combat aux officiers prussiens. Il visait donc un réalisme maximal. Les participants devaient maîtriser parfaitement le déroulement des batailles au début du XIXe siècle. Cela était particulièrement vrai pour l'arbitre, qui devait arbitrer des situations non prévues par les règles grâce à son expertise. Kriegsspiel a été écrit par des officiers pour d'autres officiers, et non pour des profanes.
Le Kriegsspiel est un jeu ouvert, sans conditions de victoire fixes. Les objectifs des équipes respectives sont déterminés par l'arbitre et ressemblent généralement à ceux qu'une armée pourrait poursuivre sur un champ de bataille réel, comme expulser l'ennemi d'une position défensive donnée ou infliger un certain nombre de pertes.
Le jeu se joue entre deux équipes et un arbitre. Chaque équipe peut compter autant de joueurs que nécessaire. Reisswitz recommande de compter de 4 à 6 joueurs par équipe, de taille égale. Les joueurs d'une équipe se répartissent le commandement des troupes et établissent une hiérarchie. Seul l'arbitre doit connaître parfaitement les règles, car il manipule les pièces sur la carte et calcule l'issue des combats, tandis que les joueurs décrivent les actions de leurs troupes comme s'ils donnaient des ordres à de véritables troupes sur le terrain.
Le matériel nécessaire comprend :
- Des pièces rectangulaires représentant différentes formations de troupes
- Des règles et des séparateurs
- Des dés
- Une carte topographique (échelle recommandée : 1:8000)
- Un livret de règles
- Du papier
- Des feuilles supplémentaires pour le suivi des pertes et autres informations

La carte représente le champ de bataille. Les formations de troupes sur le champ de bataille sont représentées par de petites pièces rectangulaires. À l'époque de Reisswitz, ces pièces étaient en plomb, mais les reconstitutions modernes utilisent généralement du plastique ou du bois. Chaque pièce est peinte avec des marquages indiquant le type d'unité qu'elle représente (cavalerie, infanterie, etc.) et l'équipe à laquelle elle appartient. Les dimensions de chaque pièce correspondent à celles de la formation de troupes réelle, à la même échelle que la carte. Ainsi, chaque pièce occupe une surface sur la carte proportionnelle à l'espace que la formation de troupes réelle occuperait sur le terrain.

### Ordre de jeu
L'arbitre établit le scénario de la partie. Il détermine les objectifs tactiques des équipes respectives, les troupes qui leur sont fournies et leur déploiement initial sur le champ de bataille. Il attribue ensuite à chaque équipe les pièces de troupes appropriées à ses unités. Si une équipe est composée de plusieurs joueurs, les coéquipiers se répartissent le contrôle de leurs troupes et établissent une hiérarchie de commandement conforme à la doctrine militaire prussienne, sous réserve de l'approbation de l'arbitre.
Les joueurs ne se parlent pas. Ils communiquent avec leurs coéquipiers et l'arbitre par messages écrits. Cela permet à l'équipe adverse de ne pas entendre leurs plans. Cela permet également à l'arbitre de retarder ou de bloquer les messages s'il estime que les circonstances sur le champ de bataille le justifient. Au début du XIXe siècle, les officiers sur le terrain communiquaient sur de longues distances par messagers. La radio n'existait pas à cette époque. Les messagers avaient besoin de temps pour atteindre leur destinataire et pouvaient être retardés ou interceptés par l'ennemi. L'arbitre peut simuler ce problème en conservant le message d'un joueur pendant un ou deux tours avant de le transmettre à son destinataire, sans jamais le transmettre, voire même à l'ennemi.
De même, les joueurs commandent leurs troupes imaginaires au moyen d'ordres écrits qu'ils soumettent à l'arbitre. Les joueurs ne sont pas autorisés à manipuler les pièces sur la carte ; cette tâche incombe à l'arbitre. L'arbitre déplace les pièces sur la carte selon son interprétation et l'exécution des ordres par les troupes imaginaires.
L'arbitre ne place sur la carte que les pièces des troupes qu'il juge visibles des deux camps. Si une unité disparaît du champ de vision de l'armée ennemie, l'arbitre retire la pièce de la carte et la met de côté. Cela signifie que les participants doivent garder mentalement une trace de la position des troupes dont les pièces ne sont pas sur la carte.
Les joueurs eux-mêmes peuvent être représentés sur le champ de bataille par des pièces représentant des officiers et leurs gardes du corps. La position des officiers sur le champ de bataille influence la communication entre les joueurs et avec les troupes. Les officiers peuvent être tués au combat comme n'importe quel autre soldat, auquel cas le joueur cesse de participer à la partie.
Le déroulement du jeu est divisé en tours, exécutés simultanément pour les deux camps. Un tour représente deux minutes. Au cours d'un tour, les troupes peuvent effectuer autant d'actions qu'elles le pourraient en réalité en deux minutes, et le manuel de Reisswitz fournit quelques indications. Il existe, par exemple, un tableau répertoriant les vitesses de déplacement des différents types de troupes dans différentes conditions. Par exemple, au cours d'un tour, un escadron de cavalerie peut parcourir 400 pas en terrain découvert, 250 pas en forêt clairsemée et 100 pas en pente.

### Combat
L'arbitre utilise des dés pour déterminer les dégâts infligés à l'ennemi par les unités attaquantes. Les dés conçus par Reisswitz sont uniques : chaque face affiche une multitude de chiffres et de symboles indiquant différents scores de dégâts, mesurés en points, selon la situation. Il y a cinq dés :
- Le dé I sert à déterminer les dégâts à distance infligés par l'infanterie de ligne et les tirailleurs en terrain découvert, les résultats du combat au corps à corps lorsque les deux camps sont à égalité, et si une attaque d'obusiers met le feu à un village.

- Le dé II sert à déterminer les dégâts à distance infligés par les tirailleurs à couvert, et les résultats du combat au corps à corps lorsque la cote est de 3 contre 2.

- Le dé III sert à déterminer les dégâts infligés par l'artillerie dans de bonnes conditions.

- Le dé IV sert à déterminer les résultats du combat au corps à corps lorsque la cote est de 3 contre 1.

- Le dé V sert à déterminer les dégâts infligés par l'artillerie dans de mauvaises conditions, et les résultats du combat au corps à corps lorsque la cote est de 4 contre 1.

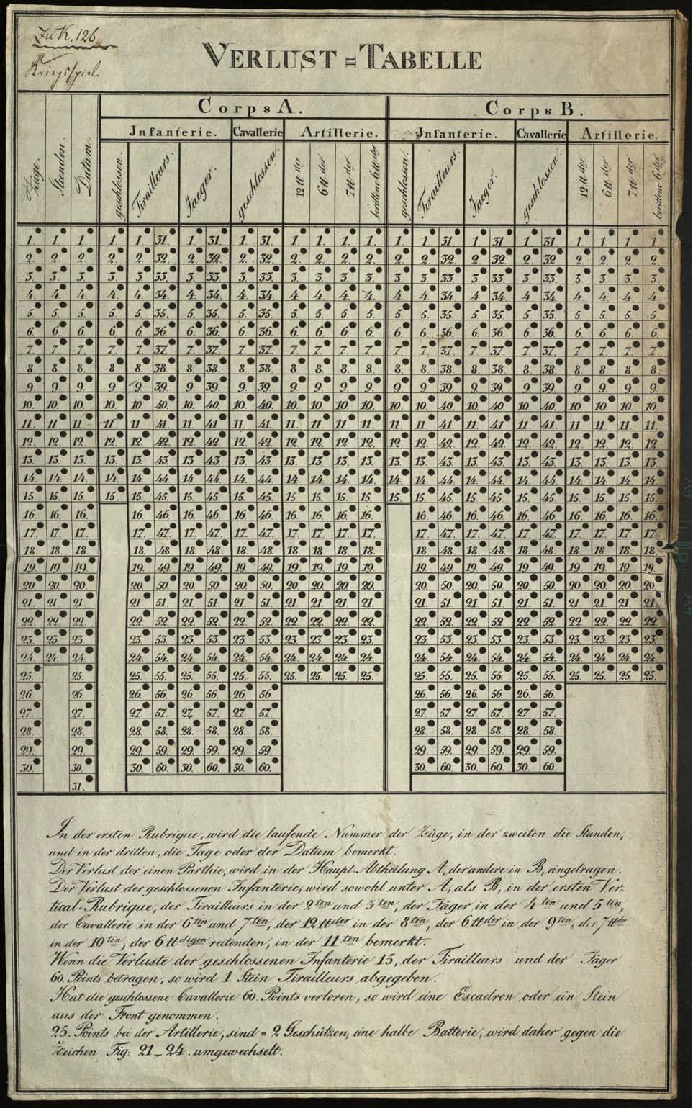
Le tableau des pertes tiré du manuel de Reisswitz. Avec des épingles, les arbitres peuvent suivre les points de vie restants aux unités.

Chaque unité possède une valeur en points, qui représente le nombre de points de dégâts qu'elle peut absorber avant de « mourir ». Dans le jargon des jeux vidéo modernes, cette valeur est comparable aux « points de vie ». Le nombre de points de vie d'une unité est déterminé par son type, son effectif et sa formation. Par exemple, un escadron de cavalerie de 90 cavaliers possède 60 points de vie. Un demi-bataillon d'infanterie de ligne de 450 hommes possède 90 points de vie. Les cavaliers individuels sont plus résistants que les fantassins (1,5 point de vie par cavalier contre 0,2 point de vie par fantassin) car ils se déplacent plus rapidement et en formations plus lâches, ce qui signifie qu'un tir de barrage leur inflige moins de pertes.
Dans la plupart des cas, une unité est simplement retirée de la carte lorsqu'elle a perdu tous ses points de vie. L'infanterie de ligne fait exception à cette règle, en raison de son fonctionnement. Sur le champ de bataille du XIXe siècle, l'infanterie se tenait serrée en longues lignes face à l'ennemi. L'un des principaux objectifs tactiques de ces lignes était de bloquer l'avancée des troupes ennemies. Lorsque la ligne subissait des pertes, cela créait des brèches par lesquelles les troupes ennemies pouvaient se faufiler. Si le défenseur ne disposait pas de fantassins de réserve pour combler ces brèches, c'était un désastre, car l'ennemi pouvait alors les franchir pour isoler et encercler ses troupes. Pour représenter ce phénomène sur la carte, le jeu fournit des « pièces d'échange » pour les pièces de demi-bataillon d'infanterie. Une pièce d'échange ressemble à une pièce de demi-bataillon classique, mais est marquée de la fraction 5/6 ou 4/6, ce qui signifie que le demi-bataillon en question a perdu un sixième ou deux sixièmes de ses hommes.
Les pièces d'échange sont proportionnellement plus petites. Ainsi, si une pièce de demi-bataillon d'une ligne de telles pièces est remplacée par une pièce d'échange, cela crée une brèche dans la ligne. Un demi-bataillon est retiré de la carte lorsqu'il perd la moitié de ses points de vie. En effet, un demi-bataillon ayant perdu la moitié de ses hommes était considéré comme inefficace au combat, et généralement, les hommes fuyaient le champ de bataille.
Pour suivre les pertes de points de vie, le manuel original de Reisswitz fournissait une feuille de papier appelée « tableau des pertes ». Ce tableau est divisé en colonnes : infanterie de ligne, tirailleurs, chasseurs, cavalerie et artillerie. Chaque colonne comporte une série de points numérotés. Au début de la partie, l'arbitre doit placer un marqueur pour chaque pièce sur la carte, au premier point de la colonne correspondante. Par exemple, si l'Armée rouge commence avec trois pièces d'infanterie et deux pièces de cavalerie, l'arbitre placera trois marqueurs au premier point de la colonne d'infanterie et deux marqueurs au premier point de la colonne de cavalerie.
En général, le point sur lequel est placé un marqueur représente le nombre de points de dégâts accumulés par l'unité correspondante. Lorsqu'une unité subit des dégâts, l'arbitre déplace le marqueur correspondant vers le bas de sa colonne, jusqu'au point approprié. Si un marqueur atteint le bas de la colonne, la pièce correspondante est retirée de la carte ou, dans le cas de l'infanterie de ligne, remplacée par une pièce d'échange. Par exemple, si un escadron de cavalerie subit 10 points de dégâts, l'arbitre déplace le marqueur correspondant de dix points vers le bas de la colonne de cavalerie. Si le marqueur atteint le 60e point de la colonne, l'unité de cavalerie a subi un nombre de pertes fatales, et l'arbitre retire alors la pièce correspondante de la carte.

## Forme moderne
Le jeu de guerre ou wargame tel qu'on le connait aujourd'hui est un lointain parent du Kriegspiel. Certains éditeurs cherchent à se rapprocher de la forme historique du jeu. C'est notamment le cas de Bowen Simmons, créateur de Bonaparte at Marengo (2005) et Napoleon's Triumph (2007).